# Cabeçorra
Cabeçorra é uma escola de samba de Cabo Frio.

## História
Escola com alguma tradição no Carnaval da cidade, tem oscilado entre os grupos inferiores nos últimos Carnavais. Foi campeã do Grupo de acesso em 2004 ao abordar a infância como tema de seu desfile, otendo ascensão ao Grupo principal. Em 2004, novamente no grupo de ascesso, ao abordar o tema da reciclagem, obteve 182,3 pontos, o que resultou na quinta e última colocação do grupo de acesso, e o consequente rebaixamento para o Grupo B (terceira divisão).
Em 2010, apresentou como tema de seu desfile um enredo fantástico, sobre a batalha entre os ventos Nordeste e Sudoeste, e sua influência em Cabo Frio. Ao terminar o desfile em último lugar, foi suspensa do Carnaval para 2011.

## Segmentos

### Presidentes
| Nome             | Mandato      | Ref.  |
| ---------------- | ------------ | ----- |
| Ivan Cruz        | Fundação - ? | [ 4 ] |
| André Luiz Ennes | ? - ?        | [ 5 ] |

### Diretores
| Ano  | Diretor de Carnaval | Diretor geral de harmonia | Mestre de bateria | Ref.  |
| ---- | ------------------- | ------------------------- | ----------------- | ----- |
| 2013 | Neia Ennes          |                           |                   | [ 5 ] |
| 2017 |                     |                           |                   |       |

### Coreógrafo
| Ano  | Nome | Ref. |
| ---- | ---- | ---- |
| 2015 |      |      |
| 2017 |      |      |

### Casal de Mestre-sala e Porta-bandeira
| Ano  | Nome | Ref. |
| ---- | ---- | ---- |
| 2017 |      |      |

### Rainhas de bateria
| Período | Rainha | Madrinha | Ref. |
| ------- | ------ | -------- | ---- |
| 2015    |        |          |      |
| 2017    |        |          |      |

## Carnavais
| Ano  | Colocação         | Grupo      | Enredo | Carnavalesco   | Intérprete                   | Ref         |
| ---- | ----------------- | ---------- | --- | -------------- | ---------------------------- | ----------- |
| 2004 | Campeã            | Acesso     | Todo Menino é Um Rei...Mas Despertei o Sonho e a Dura Realidade da Infância do Brasil                                | André Luiz     | Jordan, Lira e Tiano da Vila | [ 1 ]       |
| 2008 | 5º lugar          | Acesso     | No Carnaval do Cabeçorra nada se perde, tudo se transforma. Na reciclagem a apoteose da imaginação                   | André Luiz     |                              | [ 2 ]       |
| 2009 | 3º lugar          | Acesso     | As quatro estações                                                                                                   | Guilbor Corado |                              | [ 3 ]       |
| 2010 | 7º lugar          | Acesso     | A eterna batalha entre o vento Nordeste e o vento Sudoeste                                                           | Guilbor Corado |                              | [ 3 ]       |
| 2011 | Reprovada         | Avaliação  | Todo Menino é Um Rei...Mas Despertei                                                                                 | Guilbor Corado |                              | [ 6 ]       |
| 2012 | Aprovada          | Comunidade | Vila Nova e Morubá, dois amores, um só coração                                                                       | Guilbor Corado |                              |             |
| 2013 | Desfile cancelado | Acesso     | Deixa falar, Cabeçorra canta Estácio de Sá Compositores:Bira da Globo, Tonhão Moura, Araujo Tricolor e Ricardo Gama. | Plínio Santtos | Araujo Tricolor              | [ 5 ]       |
| 2014 | 4º lugar          | Acesso     | |                |                              | [ 7 ] [ 8 ] |
| 2015 | Campeã            | Acesso     | |                |                              | [ 9 ]       |